# Jakab Márk
Jakab Márk (1990. november 30. –) magyar műsorvezető, szinkronszínész.

## Életpályája
1990-ben született. Édesapja Jakab Csaba színművész. Évekig tanult a Földessy Margit Színitanodában. 2013-2016 között a Színház- és Filmművészeti Egyetem televíziós műsorkészítő szakán tanult, Bárdos András osztályában. 2015-től az M2 Petőfi TV műsorvezetőjeként is dolgozott. Rendszeresen foglalkozik szinkronizálással.

## Szinkronszerepei
| Film | Szerep                                                                |
| --- | --------------------------------------------------------------------- |
| Az igazságtevő (The Enforcer) (1951) - rendezte: Bretaigne Windust | további magyar hang                                                   |
| Félek (Io ho paura) (1977) - rendezte: Damiano Damiani | további magyar hang                                                   |
| Kicsi kocsi legújabb kalandjai (Herbie Goes Bananas) (1980) - rendezte: Vincent McEveety | Pete - Stephen W. Burns                                               |
| Giggi, a csibész (Giggi il bullo) (1982) - rendezte: Marino Girolami | Peppe - Marcello Furgiele                                             |
| A bűntény (La crime) (1983) - rendezte: Philippe Labro | további magyar hang                                                   |
| Száz nap Palermóban (Cento giorni a Palermo) (1984) - rendezte: Giuseppe Ferrara | további magyar hang                                                   |
| Állj mellém! (Stand by Me) (1986) - rendezte: Rob Reiner | további magyar hang                                                   |
| Arizonai álmodozók (Arizona Dream) (1993) - rendezte: Emir Kusturica | Axel Blackmar -                                                       |
| A mesterlövész visszatér (Gunfighter's Moon) (1995) - rendezte: Larry Ferguson | Spud Walker -                                                         |
| Comic Strip - Képtelen képregény (Chasing Amy) (1997) - rendezte: Kevin Smith | Jay -                                                                 |
| Halálos börtön (The Killing Yard) (2001) - rendezte: Euzhan Palcy | további magyar hang                                                   |
| Narancsvidék (Orange County) (2002) - rendezte: Jake Kasdan | Kip -                                                                 |
| Péntek este (Vendredi soir) (2002) - rendezte: Claire Denis | Recepciós - Micha Lescot                                              |
| Szingli mami bevetésben (Sex & the Single Mom) (2003) - rendezte: Don McBrearty | további magyar hang                                                   |
| A birodalom visszavár (Les deux mondes) (2007) - rendezte: Daniel Cohen | további magyar hang                                                   |
| George W. Bush élete (W.) (2008) - rendezte: Oliver Stone | Mike, beszédíró -                                                     |
| Cinkosok (Complices) (2009) - rendezte: Frédéric Mermoud | további magyar hang                                                   |
| Hajrá Bliss! (Whip It) (2009) - rendezte: Drew Barrymore | további magyar hang                                                   |
| Az imádott nő (Celle que j'aime) (2009) - rendezte: Elie Chouraqui | Férfi a szerkesztőségben - Pierre Moure                               |
| Kapitalizmus: Szeretem! (Capitalism: A Love Story) (2009) - rendezte: Michael Moore | további magyar hang                                                   |
| Alkonyat 3. - Napfogyatkozás (The Twilight Saga: Eclipse) (2010) - rendezte: David Slade | Riley Biers -                                                         |
| Botcsinálta tanárok (Merci papa, merci maman) (2010) - rendezte: Vincent Giovanni | további magyar hang                                                   |
| Charlie St. Cloud halála és élete (Charlie St. Cloud) (2010) - rendezte: Burr Steers | további magyar hang                                                   |
| Csalóka napfény 2. - Szabadulás (Utomlyonnye solntsem 2: Predstoyanie) (2010) - rendezte: Nikita Mikhalkov | további magyar hang                                                   |
| The Expendables - A feláldozhatók (The Expendables) (2010) - rendezte: Sylvester Stallone | további magyar hang                                                   |
| A félszemű (True Grit) (2010) - rendezte: Ethan Coen, Joel Coen | további magyar hang                                                   |
| Füstfüggöny (Smoke Screen) (2010) - rendezte: Gary Yates | további magyar hang                                                   |
| Igaz legenda (Su Qi-er) (2010) - rendezte: Woo-ping Yuen | további magyar hang                                                   |
| Ízek, imák, szerelmek (Eat Pray Love) (2010) - rendezte: Ryan Murphy | további magyar hang                                                   |
| Ki hal a végén? (As Good as Dead) (2010) - rendezte: Jonathan Mossek | további magyar hang                                                   |
| Scooby-Doo és a tavi szörny átka (Scooby-Doo! Curse of the Lake Monster) (2010) - rendezte: Brian Levant | további magyar hang                                                   |
| Családi meló (The Reunion) (2011) - rendezte: Michael Pavone | Csapos - Luis Bordonada                                               |
| Hölgyek pácban (Damsels in Distress) (2011) - rendezte: Whit Stillman | további magyar hang                                                   |
| Lopott idő (In Time) (2011) - rendezte: Andrew Niccol | további magyar hang                                                   |
| Másnaposok 2. (The Hangover Part II) (2011) - rendezte: Todd Phillips | Teddy - Mason Lee                                                     |
| Meglepetések napja (Life at the Resort) (2011) - rendezte: Jeff Sable, Zander Villayne | további magyar hang                                                   |
| Pszichoszingli (Young Adult) (2011) - rendezte: Jason Reitman | további magyar hang                                                   |
| Super 8 (Super 8) (2011) - rendezte: J.J. Abrams | Donny -                                                               |
| Szellemvihar (Ghost Storm) (2011) - rendezte: Paul Ziller | Rob -                                                                 |
| A szobatárs (The Roommate) (2011) - rendezte: Christian E. Christiansen | további magyar hang                                                   |
| Veszett világ (Red State) (2011) - rendezte: Kevin Smith | Billy-Ray -                                                           |
| Web-terápia - I/4. rész: Kapcsolatépítés (Web Therapy: Public Relations) (2011) - rendezte: Don Roos | Justin Fein - Drew Sherman                                            |
| Web-terápia - I/5. rész: Csak így tovább! (Web Therapy: Shrinking & Growing) (2011) - rendezte: Don Roos | Justin Fein - Drew Sherman                                            |
| Acélmagnóliák (Steel Magnolias) (2012) - rendezte: Kenny Leon | Jonathan Eatenton - Demetrius Bridges                                 |
| Atlasz megremegett 2.: A csapás (Atlas Shrugged II: The Strike) (2012) - rendezte: John Putch | Dave Mitchum -                                                        |
| C.K. Williams élete (The Color of Time) (2012) - rendezte: Edna Luise Biesold, Sarah-Violet Bliss, Gabrielle Demeestere, Alexis Gambis, Brooke Goldfinch, Shripriya Mahesh, Pamela Romanowsky, Bruce Thierry Cheung, Tine Thomasen, Virginia Urreiztieta, Omar Zúñiga Hidalgo | további magyar hang                                                   |
| Egy ropi naplója: Kutya egy idő (Diary of a Wimpy Kid: Dog Days) (2012) - rendezte: David Bowers | további magyar hang                                                   |
| Elrabolva 2. (Taken 2) (2012) - rendezte: Olivier Megaton | további magyar hang                                                   |
| Gyilkosság lencsevégen (Taped) (2012) - rendezte: Diederik Van Rooijen | további magyar hang                                                   |
| Ház az utca végén (House at the End of the Street) (2012) - rendezte: Mark Tonderai | Tyler - Nolan Gerard Funk                                             |
| Hokipalánta (Les Pee-Wee 3D: L'hiver qui a changé ma vie) (2012) - rendezte: Éric Tessier | további magyar hang                                                   |
| Jégbe zárva (Frost) (2012) - rendezte: Reynir Lyngdal | további magyar hang                                                   |
| Kakukkfióka (The Silent Thief) (2012) - rendezte: Jennifer Clary | Brennan Marley - Toby Hemingway                                       |
| Kelepce (Deadfall) (2012) - rendezte: Stefan Ruzowitzky | Bill seriffhelyettes - Kyle Gatehouse                                 |
| Kockázatos túra (Safety Not Guaranteed) (2012) - rendezte: Colin Trevorrow | további magyar hang                                                   |
| Láncra verve (Chained) (2012) - rendezte: Jennifer Chambers Lynch | Nyuszi - Eamon Farren                                                 |
| Lúzerbár (Last Call) (2012) - rendezte: Greg Garthe | további magyar hang                                                   |
| Menekülés (Flukt) (2012) - rendezte: Roar Uthaug | további magyar hang                                                   |
| Prometheus (Prometheus) (2012) - rendezte: Ridley Scott | további magyar hang                                                   |
| Az utolsó csavar (Trouble with the Curve) (2012) - rendezte: Robert Lorenz | további magyar hang                                                   |
| Vér (Blood) (2012) - rendezte: Nick Murphy | Dominic - Patrick Hurd-Wood                                           |
| The Walking Dead - III/3. rész: Jöjj velem (The Walking Dead: Walk with Me) (2012) - rendezte: Guy Ferland | Caesar Martinez -                                                     |
| A Jackass bemutatja: Rossz nagyapó (Jackass Presents: Bad Grandpa) (2013) - rendezte: Jeff Tremaine | további magyar hang                                                   |
| A lázadás kora: Michael Kohlhaas legendája (Michael Kohlhaas) (2013) - rendezte: Arnaud des Pallières | Jérémie - Paul Bartel                                                 |
| Az angoltanárnő (The English Teacher) (2013) - rendezte: Craig Zisk | Jason Sherwood -                                                      |
| Anna Nicole (Anna Nicole) (2013) - rendezte: Mary Harron | további magyar hang                                                   |
| Boszorkányvadászok (Hansel & Gretel: Witch Hunters) (2013) - rendezte: Tommy Wirkola | további magyar hang                                                   |
| Csocsó-Sztori (Metegol) (2013) - rendezte: Juan José Campanella | Amadeo fiatalon hangja - Luciana Falcón                               |
| Égető szerelem 2. (Burning Love 2) (2013) - rendezte: Ken Marino | további magyar hang                                                   |
| Égető szerelem 3. - Parázs hangulatban (Burning Love 3) (2013) - rendezte: Ken Marino | további magyar hang                                                   |
| Egy ügyvéd és a szerelem (Studio illegale) (2013) - rendezte: Umberto Riccioni Carteni | további magyar hang                                                   |
| Elborult világ (Finsterworld) (2013) - rendezte: Frauke Finsterwalder | további magyar hang                                                   |
| Az elnök végveszélyben (White House Down) (2013) - rendezte: Roland Emmerich | további magyar hang                                                   |
| A felszín alatt (Under the Skin) (2013) - rendezte: Jonathan Glazer | további magyar hang                                                   |
| Gru 2. (Despicable Me 2) (2013) - rendezte: Pierre Coffin, Chris Renaud | további magyar hang                                                   |
| Hibátlan előadás (Grand Piano) (2013) - rendezte: Eugenio Mira | további magyar hang                                                   |
| Időről időre (About Time) (2013) - rendezte: Richard Curtis | Rory - Joshua McGuire                                                 |
| Ivócimborák (Drinking Buddies) (2013) - rendezte: Joe Swanberg | további magyar hang                                                   |
| Kitérek a hitemből (Paradise) (2013) - rendezte: Diablo Cody | további magyar hang                                                   |
| Kiütés (Grudge Match) (2013) - rendezte: Peter Segal | további magyar hang                                                   |
| Mandela – Hosszú út a szabadságig (Mandela: Long Walk to Freedom) (2013) - rendezte: Justin Chadwick | további magyar hang                                                   |
| Muhammad Ali a Legfelsőbb Bíróság ellen (Muhammad Ali's Greatest Fight) (2013) - rendezte: Stephen Frears | további magyar hang                                                   |
| Ne aggódj, a maffia csak nyáron öl (La mafia uccide solo d'estate) (2013) - rendezte: Pif | további magyar hang                                                   |
| A nyár királyai (The Kings of Summer) (2013) - rendezte: Jordan Vogt-Roberts | Colin - Eugene Cordero                                                |
| Az őrangyal mentőakció (Buddy) (2013) - rendezte: Michael Herbig | további magyar hang                                                   |
| Ördögöt fogtál, nem ereszt (Rapture-Palooza) (2013) - rendezte: Paul Middleditch | Clark Lewis -                                                         |
| Púder, csajok, satöbbi (Powder Room) (2013) - rendezte: M.J. Delaney | további magyar hang                                                   |
| Pusztító házibuli (House Party: Tonight's the Night) (2013) - rendezte: Darin Scott | további magyar hang                                                   |
| A rosszabbnál is rosszabb (Bad Turn Worse) (2013) - rendezte: Simon Hawkins, Zeke Hawkins | Bobby - Jeremy Allen White                                            |
| Serdületlen (16 ans ou presque) (2013) - rendezte: Tristan Séguéla | Jahel - Pablo Pauly                                                   |
| A sötétség után (After the Dark) (2013) - rendezte: John Huddles | Andy - George Blagden                                                 |
| Százkarátos szerelem (Love Punch) (2013) - rendezte: Joel Hopkins | Matt - Jack Wilkinson                                                 |
| Vérmesék (The Family) (2013) - rendezte: Luc Besson | további magyar hang                                                   |
| The Walking Dead - III/rész (The Walking Dead: The Suicide King) (2013) - rendezte: Lesli Linka Glatter | Caesar Martinez -                                                     |
| 22 Jump Street - A túlkoros osztag (22 Jump Street) (2014) - rendezte: Phil Lord, Christopher Miller | Rooster -                                                             |
| 50 az 1-hez (50 to 1) (2014) - rendezte: Jim Wilson | további magyar hang                                                   |
| Amerikai mesterlövész (American Sniper) (2014) - rendezte: Clint Eastwood | Thompson - Erik Aude                                                  |
| Csajkeverők (The Awkward Moment) (2014) - rendezte: Tom Gormican | további magyar hang                                                   |
| Csapatjáték (When the Game Stands Tall) (2014) - rendezte: Thomas Carter | Chris Ryan -                                                          |
| A csodálatos Pókember 2. (The Amazing Spider-Man 2) (2014) - rendezte: Marc Webb | további magyar hang                                                   |
| Éjjeli féreg (Nightcrawler) (2014) - rendezte: Dan Gilroy | további magyar hang                                                   |
| Az elnémultak (The Quiet Ones) (2014) - rendezte: John Pogue | Harry Abrams - Rory Fleck-Byrne                                       |
| Az emlékek őre (The Giver) (2014) - rendezte: Phillip Noyce | további magyar hang                                                   |
| Emlékek őrzői (Les héritiers) (2014) - rendezte: Marie-Castille Mention-Schaar | Olivier - Mohamed Seddiki                                             |
| A férjem az igazi vesztes (My Man Is a Loser) (2014) - rendezte: Mike Young | DJ Freckle - Jordan Winter                                            |
| Foxcatcher (Foxcatcher) (2014) - rendezte: Bennett Miller | további magyar hang                                                   |
| A futár (The Mule) (2014) - rendezte: Tony Mahony, Angus Sampson | Simon Rowland - Richard Davies                                        |
| Godzilla (Godzilla) (2014) - rendezte: Gareth Edwards | Tre Morales -                                                         |
| Gyilkos gimi (Barely Lethal) (2014) - rendezte: Kyle Newman | Gooch - Gabriel Basso                                                 |
| Ha maradnék (If I Stay) (2014) - rendezte: rendezteJ. Cutler | Astrid - Arielle Tuliao                                               |
| Halálos barátság (Death Clique) (2014) - rendezte: Doug Campbell | Clay - Connor Weil                                                    |
| Hazárdjáték (The Gambler) (2014) - rendezte: Rupert Wyatt | további magyar hang                                                   |
| Hello Ladies: A mozifilm (Hello Ladies: The Movie) (2014) - rendezte: Stephen Merchant | Glenn - Sean Wing                                                     |
| Herkules (Hercules) (2014) - rendezte: Brett Ratner | Iolausz - Reece Ritchie                                               |
| Hős6os (Big Hero 6) (2014) - rendezte: Don Hall, Chris Williams | további magyar hang                                                   |
| Az ifjúság végrendelete (Testament of Youth) (2014) - rendezte: James Kent | George Catlin - Henry Garrett                                         |
| Igazából mennyország (Heaven Is for Real) (2014) - rendezte: Randall Wallace | Turce - Bryan Terrell Clark                                           |
| Az Igazság Ligája: Háború (Justice League: War) (2014) - rendezte: Jay Oliva | Shazam hangja -                                                       |
| Kamuzsaruk (Let's Be Cops) (2014) - rendezte: Luke Greenfield | további magyar hang                                                   |
| Kódjátszma (The Imitation Game) (2014) - rendezte: Morten Tyldum | további magyar hang                                                   |
| A kollégium (The Dorm) (2014) - rendezte: Rachel Talalay | Phillip - Max Lloyd-Jones                                             |
| A komédiás két élete (Tommy Cooper: Not Like That, Like This) (2014) - rendezte: Benjamin Caron | Tom Junior - Andy Rush                                                |
| Lizzie Borden baltát fogott (Lizzie Borden Took an Ax) (2014) - rendezte: Nick Gomez | további magyar hang                                                   |
| Manila hadművelet (Operation Rogue) (2014) - rendezte: Brian Clyde | további magyar hang                                                   |
| Megszállva (Pos eso) (2014) - rendezte: Samuel Ortí Martí | további magyar hang                                                   |
| Mi történt az éjjel? (About Last Night) (2014) - rendezte: Steve Pink | további magyar hang                                                   |
| A mindenség elmélete (The Theory of Everything) (2014) - rendezte: James Marsh | további magyar hang                                                   |
| Muppet-krimi: Körözés alatt (Muppets Most Wanted) (2014) - rendezte: James Bobin | további magyar hang                                                   |
| Need for Speed (Need for Speed) (2014) - rendezte: Scott Waugh | további magyar hang                                                   |
| Az ördög ivadéka (Devil's Due) (2014) - rendezte: Matt Bettinelli-Olpin, Tyler Gillett | további magyar hang                                                   |
| Az öt kedvenc (Top Five) (2014) - rendezte: Chris Rock | további magyar hang                                                   |
| Pusztító páros 3. - Cloth és a barnásszőke ciklon (Too Cloth for Comfort) (2014) - rendezte: Jim O'Hanlon | további magyar hang                                                   |
| Sodródva (Rudderless) (2014) - rendezte: William H. Macy | Quick - Joey Bicicchi                                                 |
| A szépség és a szörnyeteg (La belle et la bête) (2014) - rendezte: Christophe Gans | további magyar hang                                                   |
| Szex, szerelem, terápia (Tu veux... ou tu veux pas?) (2014) - rendezte: Tonie Marshall | Benjamin - Benoît Moret                                               |
| Toszkánai esküvő (Toscaanse bruiloft) (2014) - rendezte: Johan Nijenhuis | Erik - Ruud Feltkamp                                                  |
| Az utolsó ember (Der letzte Mentsch) (2014) - rendezte: Pierre-Henry Salfati | további magyar hang                                                   |
| Végtelen szerelem (Endless Love) (2014) - rendezte: Shana Feste | további magyar hang                                                   |
| A vihar magja (Into the Storm) (2014) - rendezte: Steven Quale | Jacob -                                                               |
| Whiplash (Whiplash) (2014) - rendezte: Damien Chazelle | további magyar hang                                                   |
| A Zöld Sárkányok bosszúja (Revenge of the Green Dragons) (2014) - rendezte: Wai-keung Lau, Andrew Loo | Paul -                                                                |
| Harry Shum, Jrendezte | Apák és lányaik Fathers and Daughters 05 - rendezte: Gabriele Muccino |
| Apák és lányaik (Fathers and Daughters) (2015) - rendezte: Gabriele Muccino | Brian - Chris Douglass                                                |
| Ashby (Ashby) (2015) - rendezte: Tony McNamara | Garry Smits - Seth Dousman                                            |
| Bátrak városa (Strings) (2015) - rendezte: Daniel Duran | Josh Harvest -                                                        |
| A beavatott-sorozat: A lázadó (Insurgent) (2015) - rendezte: Robert Schwentke | további magyar hang                                                   |
| Bérhaverok (The Wedding Ringer) (2015) - rendezte: Jeremy Garelick | Rossz tanú -                                                          |
| Bíborhegy (Crimson Peak) (2015) - rendezte: Guillermo del Toro | további magyar hang                                                   |
| Brooklyn (Brooklyn) (2015) - rendezte: John Crowley | Laurenzio - Christian de la Cortina                                   |
| Chappie (Chappie) (2015) - rendezte: Neill Blomkamp | további magyar hang                                                   |
| Cowboyok (Les cowboys) (2015) - rendezte: Thomas Bidegain | további magyar hang                                                   |
| A dán lány (The Danish Girl) (2015) - rendezte: Tom Hooper | további magyar hang                                                   |
| Darabokban (Demolition) (2015) - rendezte: Jean-Marc Vallée | Steven - Ben Cole                                                     |
| Dope - Eksztázisban (Dope) (2015) - rendezte: Rick Famuyiwa | Dom -                                                                 |
| Egyenesen Comptonból (Straight Outta Compton) (2015) - rendezte: F. Gary Gray | további magyar hang                                                   |
| Éjszakai hajsza (Run All Night) (2015) - rendezte: Jaume Collet-Serra | Kenan Boyle - Beau Knapp                                              |
| Fear the Walking Dead - I/1. rész (Fear the Walking Dead: Pilot) (2015) - rendezte: Adam Davidson | Russell -                                                             |
| Fel a fejjel (La tête haute) (2015) - rendezte: Emmanuelle Bercot | Ismaël - Djoumé Koné                                                  |
| Féltestvérek (The Steps) (2015) - rendezte: Andrew Currie | Énekes - Ian Blackwood                                                |
| Ferenc pápa – Buenos Airestől a Vatikánig (Francisco - El Padre Jorge) (2015) - rendezte: Beda Docampo Feijóo | további magyar hang                                                   |
| Focus - A látszat csal (Focus) (2015) - rendezte: Glenn Ficarra, John Requa | további magyar hang                                                   |
| Gunman (The Gunman) (2015) - rendezte: Pierre Morel | Eugene - Ade Oyefeso                                                  |
| Hosszú utazás (The Longest Ride) (2015) - rendezte: George Tillman, Jrendezte | David Stein - Hunter Burke                                            |
| Az Igazság Ligája a Bizarro Liga ellen (Lego DC Comics Super Heroes: Justice League vs. Bizarro League) (2015) - rendezte: Brandon Vietti | Guy Gardner hangja -                                                  |
| Az Igazság Ligája: Atlantisz trónja (Justice League: Throne of Atlantis) (2015) - rendezte: Ethan Spaulding | Shazam hangja -                                                       |
| Keleti nyugalom - A második Marigold Hotel (The Second Best Exotic Marigold Hotel) (2015) - rendezte: John Madden | további magyar hang                                                   |
| Kész katasztrófa (Trainwreck) (2015) - rendezte: Judd Apatow | Staten Island Oli - Josh Segarra                                      |
| A kezdő (The Intern) (2015) - rendezte: Nancy Meyers | további magyar hang                                                   |
| Kingsman: A titkos szolgálat (Kingsman: The Secret Service) (2015) - rendezte: Matthew Vaughn | Rufus - Jack Cutmore-Scott                                            |
| Láttam a fényt (I Saw the Light) (2015) - rendezte: Marc Abraham | Lum York - Michael Rinne                                              |
| Lépcsőházi történetek (Asphalte) (2015) - rendezte: Samuel Benchetrit | további magyar hang                                                   |
| Momentum (Momentum) (2015) - rendezte: Stephen S. Campanelli | Kalapos - Dylan Edy                                                   |
| A nagy napom (Le grand jour) (2015) - rendezte: Pascal Plisson | további magyar hang                                                   |
| Nagyon vadon: Bolondos vadászidény (Open Season: Scared Silly) (2015) - rendezte: David Feiss | további magyar hang                                                   |
| Otthon, édes pokol (Home Sweet Hell) (2015) - rendezte: Anthony Burns | további magyar hang                                                   |
| A sakkverseny (Le tournoi) (2015) - rendezte: Elodie Namer | további magyar hang                                                   |
| SuperBob (SuperBob) (2015) - rendezte: Jon Drever | Darren - Rizwan Shebani                                               |
| A szürke ötven árnyalata (Fifty Shades of Grey) (2015) - rendezte: Sam Taylor-Johnson | további magyar hang                                                   |
| Tiéd vagyok (Je suis à vous tout de suite) (2015) - rendezte: Baya Kasmi | további magyar hang                                                   |
| Tíz kicsi katona (And Then There Were None) (2015) - rendezte: Craig Viveiros | Henry Richmond - Ben Deery                                            |
| Törtetők (Entourage) (2015) - rendezte: Doug Ellin | további magyar hang                                                   |
| A végső lecke (La dernière leçon) (2015) - rendezte: Pascale Pouzadoux | Max - Grégoire Montana                                                |
| Vigyázz, mit kívánsz! (Careful What You Wish For) (2015) - rendezte: Elizabeth Allen Rosenbaum | Carson - Graham Rogers                                                |
| Zűrös végítélet 1. rész: Kik ezek az emberek? (You, Me and the Apocalypse: Who Are These People?) (2015) - rendezte: Michael Engler | Dave - Joel Fry                                                       |
| Agyas és agyatlan (Grimsby) (2016) - rendezte: Louis Leterrier | Tabansi Nyagura - Barkhad Abdi                                        |
| Amerika kapitány: Polgárháború (Captain America: Civil War) (2016) - rendezte: Anthony Russo, Joe Russo | további magyar hang                                                   |
| Anyák napja (Mother's Day) (2016) - rendezte: Garry Marshall | Zack - Jack Whitehall                                                 |
| Batman Superman ellen - Az igazság hajnala (Batman v Superman: Dawn of Justice) (2016) - rendezte: Zack Snyder | Rucka - Mason Heidger                                                 |
| Düh (Indignation) (2016) - rendezte: James Schamus | Sonny Cottler - Pico Alexander                                        |
| Eddie, a sas (Eddie the Eagle) (2016) - rendezte: Dexter Fletcher | további magyar hang                                                   |
| Életem NAGY szerelme (Un homme à la hauteur) (2016) - rendezte: Laurent Tirard | Benji - César Domboy                                                  |
| A fiú (The Boy) (2016) - rendezte: William Brent Bell | Brahms Heelshire - James Russell                                      |
| A függetlenség napja: Feltámadás (Independence Day: Resurgence) (2016) - rendezte: Roland Emmerich | további magyar hang                                                   |
| Grease élő (Grease Live!) (2016) - rendezte: Thomas Kail, Alex Rudzinski | további magyar hang                                                   |
| Háború és béke 1. rész (War & Peace) (2016) - rendezte: Tom Harper | Anatole Kuragin - Callum Turner                                       |
| A hazafiak napja (Patriots Day) (2016) - rendezte: Peter Berg | további magyar hang                                                   |
| Hivatali karácsony (Office Christmas Party) (2016) - rendezte: Josh Gordon, Will Speck | Tim -                                                                 |
| Hogyan legyünk szinglik? (How to Be Single) (2016) - rendezte: Christian Ditter | Paul - Colin Jost                                                     |
| Impérium (Imperium) (2016) - rendezte: Daniel Ragussis | további magyar hang                                                   |
| Kaliforniai álom (La La Land) (2016) - rendezte: Damien Chazelle | Greg -                                                                |
| A király választása (Kongens nei) (2016) - rendezte: Erik Poppe | további magyar hang                                                   |
| Lopakodók: A láthatatlan ellenség (Sniper: Ghost Shooter) (2016) - rendezte: Don Michael Paul | Saajid - Naveed Choudhry                                              |
| Maximum Ride - Szárnyra kapva (Maximum Ride) (2016) - rendezte: Jay Martin | Agyar - Patrick Johnson                                               |
| Miss Sloane (Miss Sloane) (2016) - rendezte: John Madden | Ramirez - Zach Smadu                                                  |
| Norm, az északi (Norm of the North) (2016) - rendezte: Trevor Wall | további magyar hang                                                   |
| A régi város (Manchester by the Sea) (2016) - rendezte: Kenneth Lonergan | CJ - Christian J. Mallen                                              |
| Rendes fickók (The Nice Guys) (2016) - rendezte: Shane Black | John -                                                                |
| Rivaldafényben: Új irányzatok (Center Stage: On Pointe) (2016) - rendezte: Director X. | Damon - Barton Cowperthwaite                                          |
| Stranger Things - I/1. rész: Első fejezet: Will Byers eltűnése (Stranger Things: Chapter One: The Vanishing of Will Byers) (2016) - rendezte: Matt Duffer, Ross Duffer | Callahan rendőr - John Reynolds                                       |
| Tarzan legendája (The Legend of Tarzan) (2016) - rendezte: David Yates | további magyar hang                                                   |
| Tökéletes célpont 2. (Hard Target 2) (2016) - rendezte: Roel Reiné | Landon -                                                              |
| Ütközés (Collide) (2016) - rendezte: Eran Creevy | Matthias -                                                            |
| Vándorsólyom kisasszony különleges gyermekei (Miss Peregrine's Home for Peculiar Children) (2016) - rendezte: Tim Burton | Enoch - Finlay MacMillan                                              |
| X-Men: Apokalipszis (X-Men: Apocalypse) (2016) - rendezte: Bryan Singer | további magyar hang                                                   |
| A zátony (The Shallows) (2016) - rendezte: Jaume Collet-Serra | további magyar hang                                                   |
| Zoolander 2. (Zoolander 2) (2016) - rendezte: Ben Stiller | további magyar hang                                                   |
| Az agglegények (The Bachelors) (2017) - rendezte: Kurt Voelker | további magyar hang                                                   |
| Alibi.com (Alibi.com) (2017) - rendezte: Philippe Lacheau | La Fouine - Laouni Mouhid                                             |
| Alien: Covenant (Alien: Covenant) (2017) - rendezte: Ridley Scott | Ricks - Jussie Smollett                                               |
| Boldog halálnapot! (Happy Death Day) (2017) - rendezte: Christopher Landon | Koleszos - Brady Lewis                                                |
| Dzsungel (Jungle) (2017) - rendezte: Greg Mclean | Marcus - Joel Jackson                                                 |
| Halálos iramban 8. (The Fate of the Furious) (2017) - rendezte: F. Gary Gray | Fernando - Janmarco Santiago                                          |
| Hét nővér (What Happened to Monday) (2017) - rendezte: Tommy Wirkola | további magyar hang                                                   |
| Így csajozz egy földönkívülivel (How to Talk to Girls at Parties) (2017) - rendezte: John Cameron Mitchell | Vic -                                                                 |
| Menekülés a múlt elől (Story of a Girl) (2017) - rendezte: Kyra Sedgwick | Tommy -                                                               |
| Öldöklő szerelem (Unforgettable) (2017) - rendezte: Denise Di Novi | további magyar hang                                                   |
| Stranger Things - II/1. rész: Első fejezet: MADMAX (Stranger Things: Chapter One: MADMAX) (2017) - rendezte: Matt Duffer, Ross Duffer | Callahan rendőr - John Reynolds                                       |
| Stranger Things - II/2. rész: Második fejezet: Tréfát vagy édességet, idióta (Stranger Things: Chapter Two: Trick or Treat, Freak) (2017) - rendezte: Matt Duffer, Ross Duffer                                                                                                | Callahan rendőr - John Reynolds                                       |
| Stranger Things - II/3. rész: Harmadik fejezet: Az ebihal (Stranger Things: Chapter Three: The Pollywog) (2017) - rendezte: Shawn Levy | Callahan rendőr - John Reynolds                                       |
| Telivérek (Thoroughbreds) (2017) - rendezte: Cory Finley | további magyar hang                                                   |
| Újra otthon (Home Again) (2017) - rendezte: Hallie Meyers-Shyer | Jason G. - Hank Chen                                                  |
| Az utazás vége (Journey's End) (2017) - rendezte: Saul Dibb | további magyar hang                                                   |
| Világot látok (Please Stand By) (2017) - rendezte: Ben Lewin | Sam - River Alexander                                                 |
| A viskó (The Shack) (2017) - rendezte: Stuart Hazeldine | Jézus - Avraham Aviv Alush                                            |
| Álommeló (Second Act) (2018) - rendezte: Peter Segal | Ron Ebsen -                                                           |
| Aquaman (Aquaman) (2018) - rendezte: James Wan | további magyar hang                                                   |
| A belleville-i zsaru (Le Flic de Belleville) (2018) - rendezte: Rachid Bouchareb | Patrice Boyer - Christopher Journet                                   |
| Bohém rapszódia (Bohemian Rhapsody) (2018) - rendezte: Bryan Singer | Bob Geldof - Dermot Murphy                                            |
| A csempész (The Mule) (2018) - rendezte: Clint Eastwood | további magyar hang                                                   |
| Diána és Vilma (Daphne & Velma) (2018) - rendezte: Suzi Yoonessi | Griffin Griffiths - Evan Castelloe                                    |
| Egy kis szívesség (A Simple Favor) (2018) - rendezte: Paul Feig | Sean Townsend - Henry Golding                                         |
| Horror Park (Hell Fest) (2018) - rendezte: Gregory Plotkin | további magyar hang                                                   |
| A Hunter Killer küldetés (Hunter Killer) (2018) - rendezte: Donovan Marsh | további magyar hang                                                   |
| Kszi, Simon (Love, Simon) (2018) - rendezte: Greg Berlanti | további magyar hang                                                   |
| Kurszk (Kursk) (2018) - rendezte: Thomas Vinterberg | további magyar hang                                                   |
| Nyughatatlan özvegyek (Widows) (2018) - rendezte: Steve McQueen | Malik - Sir Michael Rocks                                             |
| Öregfiúk (Old Boys) (2018) - rendezte: Toby Macdonald | további magyar hang                                                   |
| Predator - A ragadozó (The Predator) (2018) - rendezte: Shane Black | további magyar hang                                                   |
| Rampage - Tombolás (Rampage) (2018) - rendezte: Brad Peyton | Brett Wyden - Jake Lacy                                               |
| Ready Player One (Ready Player One) (2018) - rendezte: Steven Spielberg | további magyar hang                                                   |
| Szűzőrség (Blockers) (2018) - rendezte: Kay Cannon | Kyler - Jake Picking                                                  |
| Vörös veréb (Red Sparrow) (2018) - rendezte: Francis Lawrence | Alekszej - Cameron MacConomy                                          |
| Addams Family - A galád család (The Addams Family) (2019) - rendezte: Greg Tiernan, Conrad Vernon | Mitch hangja - Scott Underwood                                        |
| Aki bújt (Ready or Not) (2019) - rendezte: Matt Bettinelli-Olpin, Tyler Gillett | Justin hangja -                                                       |
| Alita: A harc angyala (Alita: Battle Angel) (2019) - rendezte: Robert Rodriguez | Tanji - Jorge Lendeborg, Jrendezte                                    |
| Tanji - Jorge Lendeborg, Jrendezte | Az aszfalt királyai Ford v Ferrari 09 - rendezte: James Mangold       |
| Az aszfalt királyai (Ford v Ferrari) (2019) - rendezte: James Mangold | Fiatal vásárló - Wyatt Nash                                           |
| Beats (Beats) (2019) - rendezte: Chris Robinson | Vern - Jeremy Phillips                                                |
| Dermesztő hajsza (Cold Pursuit) (2019) - rendezte: Hans Petter Moland | Dexter -                                                              |
| Egy háború margójára (The Aftermath) (2019) - rendezte: James Kent | Albert - Jannik Schümann                                              |
| A helyőrség (The Outpost) (2019) - rendezte: Rod Lurie | Yunger tizedes -                                                      |
| Joker (Joker) (2019) - rendezte: Todd Phillips | további magyar hang                                                   |
| Marianne - I/2. rész (Marianne: C'est coutume!) (2019) - rendezte: Samuel Bodin | Tonio - Mehdi Meskar                                                  |
| Másik élet - I/1. rész (Another Life: Across the Universe) (2019) - rendezte: Omar Madha | Sasha Harrison -                                                      |
| Mi kell a férfinak? (What Men Want) (2019) - rendezte: Adam Shankman | Eddie - Chris Witaske                                                 |
| Midway (Midway) (2019) - rendezte: Roland Emmerich | Roy Pearce -                                                          |
| Miután (After) (2019) - rendezte: Jenny Gage | Jace - Swen Temmel                                                    |
| Múlt karácsony (Last Christmas) (2019) - rendezte: Paul Feig | Dühös férfi a buszon - Jake Lampert                                   |
| Napkelte - I/1. rész (Daybreak: Josh vs. the Apocalypse: Part 1) (2019) - rendezte: Brad Peyton | Jaden Hoyles - Rob H. Roy                                             |
| Shazam! (Shazam!) (2019) - rendezte: David F. Sandberg | Szuperhős Eugene - Ross Butler                                        |
| Terminátor: Sötét végzet (Terminator: Dark Fate) (2019) - rendezte: Tim Miller | Diego Ramos - Diego Boneta                                            |
| Az utolsó srácok a Földön 1. rész (The Last Kids on Earth: Last Kids Meet The Apocalypse) (2019) - rendezte: William Lau | Dirk hangja - Charles Demers                                          |
| Wasp Network - Az ellenállók (Wasp Network) (2019) - rendezte: Olivier Assayas | további magyar hang                                                   |
| A fiúknak - Utóirat: Még mindig szeretlek (To All the Boys: P.S. I Still Love You) (2020) - rendezte: Michael Fimognari | Trevor - Ross Butler                                                  |
| Hogyan lettem szuperhős (Comment je suis devenu super-héros) (2020) - rendezte: Douglas Attal | Amine - Adil Dehbi                                                    |
| Pont az a dal (The High Note) (2020) - rendezte: Nisha Ganatra | Ryan - Rupak Ginn                                                     |
| Project Power: A por ereje (Project Power) (2020) - rendezte: Henry Joost, Ariel Schulman | további magyar hang                                                   |
| Ohana: Az igazi kincs nyomában (Finding 'Ohana) (2021) - rendezte: Jude Weng | Kua Kawena - Brad Kalilimoku                                          |
| Disztópia - 1. rész (Blackout) (2021) - rendezte: Richard Jarnhed | Indigo - Einar Bredefeldt                                             |
| Az egér legjobb barátja (I mysi patrí do nebe) (2021) - rendezte: Jan Bubenicek, Denisa Grimmová | további magyar hang                                                   |
| A félelem utcája 2. rész: 1978 (Fear Street Part 2: 1978) (2021) - rendezte: Leigh Janiak | Kapinski biztos fiatalon - Paul Teal                                  |
| A fiúknak - Örökkön örökké (To All the Boys: Always and Forever) (2021) - rendezte: Michael Fimognari | Trevor - Ross Butler                                                  |
| Helyrehozott karácsony (Falling for Christmas) (2021) - rendezte: Jessica Harmon | Theo - Marshall Williams                                              |
| Igen nap (Yes Day) (2021) - rendezte: Miguel Arteta | további magyar hang                                                   |
| Pánik I/1. rész: Pánik (Panic: Panic) (2021) - rendezte: Leigh Janiak, Ry Russo-Young | Tyler Young - Jordan Elsass                                           |
| Papíron jónak tűnt (Good on Paper) (2021) - rendezte: Kimmy Gatewood | további magyar hang                                                   |
| Tom és Jerry (Tom and Jerry) (2021) - rendezte: Tim Story | további magyar hang                                                   |
| Vesztes nők forradalma (Women Is Losers) (2021) - rendezte: Lissette Feliciano | további magyar hang                                                   |
| West Side Story (West Side Story) (2021) - rendezte: Steven Spielberg | Chino - Josh Andrés Rivera                                            |
| Esküvők ideje (Wedding Season) (2022) - rendezte: Tom Dey | Ravi - Suraj Sharma                                                   |
| Egy hosszú éjszaka - I/1. rész (Episode #1.1) (2022) - rendezte: Óscar Pedraza | Willy - César Mateo                                                   |
| Egy hosszú éjszaka - I/2. rész (Episode #1.2) (2022) - rendezte: Óscar Pedraza | Willy - César Mateo                                                   |
| Jurassic World - Világuralom (Jurassic World: Dominion) (2022) - rendezte: Colin Trevorrow | Rainn Delacourt - Scott Haze                                          |
| Született hazudozó (Menteur) (2022) - rendezte: Olivier Baroux | Thibault - Artus                                                      |
| Super Mario Bros.: A film (The Super Mario Bros. Movie) (2023) | Luigi - Charlie Day                                                   |